# العلاقات الأذربيجانية البيلاروسية
العلاقات الأذربيجانية البيلاروسية هي العلاقات الثنائية التي تجمع بين أذربيجان وروسيا البيضاء.

## مقارنة بين البلدين
هذه مقارنة عامة ومرجعية للدولتين:
| وجه المقارنة                                              | أذربيجان        | روسيا البيضاء                    |
| --------------------------------------------------------- | --------------- | -------------------------------- |
| المساحة (كم2)                                             | 86.60 ألف       | 207.60 ألف                       |
| عدد السكان (نسمة)                                         | 10.00 مليون     | 9.50 مليون                       |
| الكثافة السكانية (ن./كم²)                                 | 115.47          | 45.76                            |
| العاصمة                                                   | باكو            | مينسك                            |
| اللغة الرسمية                                             | اللغة الأذرية   | اللغة البيلاروسية، اللغة الروسية |
| العملة                                                    | مانات أذربيجاني | روبل بلاروسي                     |
| الناتج المحلي الإجمالي (بليون دولار)                      | 40.75 مليار     | 54.44 مليار                      |
| الناتج المحلي الإجمالي (تعادل القوة الشرائية) بليون دولار | 171.56 مليار    | 168.35 مليار                     |
| الناتج المحلي الإجمالي الاسمي للفرد دولار أمريكي          | 5.50 ألف        | 5.74 ألف                         |
| الناتج المحلي الإجمالي للفرد دولار أمريكي                 | 17.52 ألف       | 18.18 ألف                        |
| مؤشر التنمية البشرية                                      | 0.751           | 0.798                            |
| رمز المكالمات الدولي                                      | +994            | +375                             |
| رمز الإنترنت                                              | .az             | .by، .бел                        |
| المنطقة الزمنية                                           | ت ع م+04:00     | ت ع م+03:00                      |

## مدن متوأمة
في ما يلي قائمة باتفاقيات التوأمة بين مدن أذربيجانية وبيلاروسية:
- ترتبط كنجه مع غوميل باتفاقية توأمة منذ 21 نوفمبر 2013.
- ترتبط نخجوان مع برست باتفاقية توأمة.

## منظمات دولية مشتركة
يشترك البلدان في عضوية مجموعة من المنظمات الدولية، منها:
| علم المنظمة | اسم المنظمة                               | تاريخ انضمام أذربيجان | تاريخ انضمام روسيا البيضاء |
| ----------- | ----------------------------------------- | --------------------- | -------------------------- |
|             | الاتحاد البريدي العالمي                   | ?                     | ?                          |
|             | منظمة حظر الأسلحة الكيميائية              | ?                     | ?                          |
|             | الأمم المتحدة                             | 2 مارس 1992           | 24 أكتوبر 1945             |
|             | وكالة ضمان الاستثمار متعدد الأطراف        | 23 سبتمبر 1992        | 3 ديسمبر 1992              |
|             | منظمة الشرطة الجنائية الدولية             | ?                     | ?                          |
|             | مؤسسة التمويل الدولية                     | 11 أكتوبر 1995        | 2 نوفمبر 1992              |
|             | الاتحاد الدولي للاتصالات                  | 10 أبريل 1992         | 7 مايو 1947                |
|             | البنك الدولي للإنشاء والتعمير             | 18 سبتمبر 1992        | 10 يوليو 1992              |
|             | منظمة الأمن والتعاون في أوروبا            | 30 يناير 1992         | 30 يناير 1992              |
|             | المركز الدولي لتسوية المنازعات الاستشارية | 18 أكتوبر 1992        | 9 أغسطس 1992               |
|             | يونسكو                                    | 3 يونيو 1992          | 12 مايو 1954               |

## وصلات خارجية
- موقع وزارة الخارجية الأذربيجانية
- موقع وزارة الخارجية البيلاروسية